# Лопатинці (Жмеринський район)
Лопати́нці — село в Україні, у Жмеринській міській громаді Жмеринського району Вінницької області.

## Історія
Точно встановити час заснування поки що не вдалося. Назва Лопатинці закріпилась за селом після 1590 року за прізвищем шляхтичів Лопатинських. Після церковної реформи патріарха Никона з центральної Росії в Україну стали переселятись втікачі, вони переслідувались державою і церквою за невизнання нового тлумачення церковних догматів. їх називали «Розкольники», тут вони у другій половині XVII століття заснували свою слободу в урочищі «Крутоярки» і займалися гончарством, бджільництвом, мисливством і землеробством. Шляхтичам Лопатинським приглянулася ця місцевість, вони почали переселятись на нові ґрунти, розширюючи свій наділ.

Про це писав Михайло Грушевський:
|  | Древнейшая известная мне грамота Лопатинских относится к 1590 г., но зто уже подтвердительная грамота, оставляющая за ними их участки в с. Лопатинцах. Род был довольно многочисленный и упомятая грамота выдается, очевидно, лишь одной группе владельцев (шесть человек): от 1600 г. имеют подобную грамоту другой группе тоже (шесть других) |

Далі Михайло Грушевський писав:
|  | ...Стодульцы (к востоку об Бара) в 158З г., за королевским консенсом перешедшие от оновавшего их Стодулинского к Яковскому: Кумановка, потом называющаяся Радуловцами (от имени Радула Сербина) и Сербиновцами (к заходу от Межирова), упоминающихся в 1591 г., как уже существующие: Лопатинцы (около Сербиновец) на реке Думечи, утвержденньїе в 1590 году. За Лопатинскими, вероятно еще раньше, судя по многочисленности осевшимся здесь. |

Отримавши королівську грамоту на село, жителів обклали повинностями, частина яких йшла на користь короля.
Лопатинські проявили велику старанність до закріпачення і гноблення підлеглих. Селяни не бажали коритись, відмовлялись від оброку, тікали з села. Частина їх переселилась в м. Літин, там збереглась вулиця Лопатинська.
У 1820 році поміщик села Лопатинці в районі Студні будує ґуральню. Йому були потрібні робітники. В нього не було грошей, тому він отримав кредит від держави, найняв людей для роботи із сусідніх сіл. Проте кредит своєчасно не сплатив і став державним боржником перед казною. У 1840 році село за борги перейшло у розряд казенних державних сіл. Такий статус Лопатинці мали одні на всю округу, їх в народі називали царським або государевими селом. 77 років прожили мешканці села без пана, але їхнє життя не стало кращим, ніж в інших селах.
Станом на 1867 рік кількість жителів в селі становила 1017 осіб, з них 891 православних, 107 католиків (поляків) та 19 євреїв. Із цих даних видно, що 10 % населення села були поляки, їх стільки жило й в селі Коростівцях.
Прізвища жителів, що мають родове польське коріння, предки яких були вихідці з Польщі: Живицький Фелікс Сатурнович (родичі проживають у Польщі), Кваснєвський Станіслав Францович (мати та сестра живуть в Польщі), Вершиніна Анеля Францівна, Зарицький Франц Станіславович, Бернажевські, Голішевський Стах Станіславович, Габріель Іван Станіславович, Кричківський Стах Станіславович, Мазур Юлія Миколаївна, Войціцький Ясь, Кваснєвський Ясь, Тимченко Яник, Козловські тощо.
Великі релігійні свята село святкує двічі: за католицькою і православною вірами. При нагоді, жителі відвідують костьоли у Жмеринці, Браїлові та Бару. На свята співають польські пісні, молитви і підтримують успадковані від попередніх поколінь традиції. У 1879 році біля церкви відкрили однокласну церковно-приходську школу.
Події Жовтневого перевороту 1917 року обійшли село. Панських маєтків і фільварків не було, грабувати і нищити не було що. У 1920 році загони білополяків робили ревізію продуктів, худоби. Жителі Куриловець, Лопатинець, Головченець (Кармалюково) відмовились їх здавати і розправились із збирачами та насильниками. За непокору чужинці спалили села Головченці, Курилівці, Лопатинці. Розправа білополяків на віки відкарбована в пам'яті народній.
У 1930 році в Лопатинцях організовується колективне господарство «Ленінський шлях». Район виділив йому 3 трактори, хоча більшість господарств ще не мала й жодного. Серед трактористів стала званим ім'я Ганни Миколаївни Тимченко, з п'ятисотниця, що вирощували цукрові буряки, — Франі Голішевської, Галини
Олександрівни Тимченко. Колгоспники за один трудодень отримували по 3-4 кг зерна і по 1 карбованцю грішми — це була висока оплата на той час.
Села, в яких проживала значна кількість етнічних поляків, у період репресій найбільше постраждали. Так з села Мовчанів було репресовано 8 людей, з села Лопатинець — 7, серед них дві жінки, а також брати: Живицькі — Сатурін Сатурінович і Елізамін Сатурінович, Томченко Франц і Томченко Антон, у Томченко Петунії репресовано чоловіка, Мазур Янко, Мазур Агата. Вироки надзвичайних комісій були винесені за надуманими свідченнями, бездоказові, з посиланням на донесення як на агентів Польщі. В одному з них написано, що підсудний їхав на бричці до Варшави на зустріч з розвідкою Польщі. Із засуджених назад, у ці села ніхто не повернувся. Їх подальша доля після арешту і вироку суду невідома.
Німецько-радянська війна  1941—1945 років завдала великої шкоди жителям села. На роботи до Німеччини та Франції було вивезено 16 мешканців, переважно молоді. У 1942 році Галина Василівна Томченко, 1925 року народження, разом із своїм рідним братом Станіславом були вивезені у Францію на підземні роботи в шахти. Там Галина Василівна познайомилась із Василем Пориком і одружилась з ним. Василь Порик спільно з французами та невільниками-земляками з сусідніх сіл Слобода-Межирівська, Головченці очолив підпільний опір окупаційному німецькому режиму у Франції. Василь Порик став національним героєм Франції. Галина Василівна була зв'язковою підпільного осередку опору з місцевими партизанами. Після закінчення Німецько-радянської війни вона проживала в Лопатинцях. Після зустрічі Шарля де Голя і М. С. Хрущова у м. Парижі і його розповіді про національного героя Франції Василя Порика, Галина Василівна отримала квартиру в Казахстані, яку обміняла на квартиру в м. Вінниці. На 2001 рік в с. Лопатинцях живе її внучка Юлія Квасневська, вона має дворічного сина Едуарда. Сім'я міцна, доброзичлива, авторитетна в селі. Галина Василівна Томченко живе у свого сина в Росії.
Під час німецько-радянської війни німецько-фашистські  окупанти розстріляли шістьох мешканців. Загиблим в роки німецько-радянської війни воїнам відкрито обеліск. Крім того, вони забрали 120 коней, 18 волів, 80 корів, 60 свиней, спалили в селі 5 хат.
По закінченню війни колгосп було приєднано до Біликовецького, як бригадне село. Економічне зростання села відбулося під керівництвом Івана Яковича Вознюка.
З 2000 року Лопатинці відділились від Біликовець. Організувалось самостійне сільгосппідприємство
на чолі з Михайлом Петровичем Стефановичем, колишнім головою колгоспу Біликовець, нині пенсіонером.
В селі існує облаштований сезонний дитячий садок, сільський клуб, де у 1972 проходив огляд художніх колективів шкіл Сербиновець, Кармалюкового, Слободи-Межирівської, Стодулець, Мартинівки, Біликовць, Рову, Дубової.
12 червня 2020 року, відповідно до розпорядження Кабінету Міністрів України від  № 707-р «Про визначення адміністративних центрів та затвердження територій територіальних громад Вінницької області», село увійшло до складу новоутвореної Жмеринської міської громади.
19 липня 2020 року, в результаті адміністративно-територіальної реформи та ліквідації Жмеринського району, село увійшло до складу новоутвореного Жмеринського району.

## Населення

### Мова
Розподіл населення за рідною мовою за даними перепису 2001 року:
| Мова       | Відсоток |
| ---------- | -------- |
| українська | 99,43 %  |
| російська  | 0,57 %   |

## Транспорт
Поблизу села пролягає магістральна електрифікована двоколійна залізниця напрямку Жмеринка — Львів, на якому знаходиться пасажирський зупинний пункт Лопатиниці, де щоденно зупиняються приміські електропоїзди сполученням Жмеринка — Хмельницький — Гречани до обласного центру) та зворотно.